# ريكي براون (لاعب كرة مضرب)
ريكي براون (بالإنجليزية: Ricky Brown)‏ هو لاعب كرة مضرب أمريكي، ولد في 1 أبريل 1967 في هياليه في الولايات المتحدة.

## وصلات خارجية
- ريكي براون على موقع رابطة محترفي التنس (الإنجليزية)
- ريكي براون على موقع الاتحاد الدولي لكرة المضرب (الإنجليزية)
- ريكي براون على موقع خلاصة التنس.كوم (الإنجليزية)